# Ian Bridge
Ian Christopher Bridge (Victoria, 18 de setembro de 1959) é um ex-futebolista profissional e treinador canadiano, que atuava como defensor.

## Carreira
Ian Bridge fez parte do elenco da histórica Seleção Canadense de Futebol da Copa do Mundo de 1986 